# NGC 4244
NGC 4244 (również PGC 39422 lub UGC 7322) – galaktyka spiralna (Sc), znajdująca się w gwiazdozbiorze Psów Gończych. Została odkryta 17 marca 1787 roku przez Williama Herschela. Galaktyka ta należy do grupy galaktyk M94.

Zdjęcie wykonane przez Kosmiczny Teleskop Hubble’a